# Pathé Sport
Pathé Sport, est une ancienne chaîne de télévision thématique française privée du groupe Pathé consacrée au sport et diffusée du 3 mai 1999 au 25 octobre 2002. Initialement baptisée AB Sports puisque créée par le Groupe AB en 1996, la chaîne est devenue Sport+ lors de son rachat par le groupe Canal+.

## Histoire de la chaîne
AB Groupe cède pour 39 millions de francs 51 % du capital d’AB Sports le 5 novembre 1998 au groupe Pathé qui se lance alors dans la télévision thématique. Pathé renomme la chaîne Pathé Sport en décembre 1998  et celle-ci gagne en notoriété grâce à sa programmation conçue pour le public français, aux nombreux directs et à la variété des sports proposés.
La reprise d'Eurosport France par le Groupe TF1 début 2001 et la décision consécutive du Groupe Canal+ de lancer une nouvelle chaîne de sport à l'automne 2002 créent un contexte plus concurrentiel sur le marché des droits sportifs qui remet en cause le schéma de développement de Pathé Sport et conduit Pathé à céder 60 % du capital de la chaîne en mars 2002 au Groupe Canal+, les 40 % restants étant cédés le 26 octobre en échange de 80 % du capital de Monte Carlo TMC. L'opération permet à la chaîne cryptée de récupérer une chaîne de sport qu'elle a perdu depuis l'absorption d'Eurosport France, dont elle est alors actionnaire, par TF1 SA. La chaîne change à nouveau de nom pour devenir Sport+ le 26 octobre 2002.

## Identité visuelle

### Logo

Logo de Pathé Sport du 3 mai 1999 au 25 octobre 2002

## Organisation

### Dirigeants
Président
- Jérôme Seydoux : Décembre 1998 - 25 octobre 2002

Directeur général
- Georges Bonopéra : 7 octobre 1999 - 25 octobre 2002

Directeur général adjoint
- Gilles Estay : 7 octobre 1999 - 10 janvier 2000
- François Fevre : 11 janvier 2000 - 25 octobre 2002

### Capital
Pathé Sport est détenue à 100 % par le groupe Pathé.

## Programmes
La programmation de Pathé Sport est conçue pour le public français avec de nombreux directs et la diffusion d'une grande variété de disciplines sportives.

## Diffusion
Pathé Sport est alors diffusée sur le câble par Numericable et par satellite en exclusivité sur  CanalSatellite.